# Hannah Lightfoot

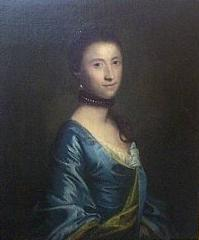
Joshua Reynolds: Porträt von Hannah Lightfoot, um 1750

Hannah Lightfoot (* 12. Oktober 1730 in London; † (angeblich) 17. April 1759) war eine englische Quäkerin und angeblich legitime Ehefrau des Prinzen und späteren Königs Georg III.

## Leben
Hannah Lightfoot stammte aus einer anerkannten Quäkerfamilie, ihre Eltern waren der Schuhmacher Matthew Lightfoot († 1733) und seine Ehefrau Mary Wheeler. Sie heiratete 1753 Isaac Axford, der kein Quäker war. 1755 verschwand sie und auch ihre Mutter wusste nicht, wo sie geblieben war. Ihre Glaubensgemeinschaft stieß sie 1756 wegen der unerlaubten Heirat aus. Ihre Mutter hinterließ ihr bei ihrem Tod 1760 etwas Geld, erwähnte jedoch in ihrem Testament, dass ihr nicht bekannt sei, ob ihre Tochter noch lebe. Isaac Axford erklärte sich 1759 zum Witwer, um eine neue Ehe eingehen zu können.
Ab den 1770er Jahren kursierten Gerüchte, der damals 15-jährige Prince of Wales habe die acht Jahre Ältere kurz nach ihrer Hochzeit entführt, und sie habe ihm zwei Söhne und eine Tochter geboren. Es wurde sogar behauptet, Georg habe am 17. April 1759 die Quäkerin Hannah Lightfoot geheiratet. In diesem Falle wäre Georg ein Bigamist gewesen und sämtliche Kinder aus der Ehe mit Prinzessin Sophie Charlotte von Mecklenburg-Strelitz wären als illegitim erklärt worden. Fraglich ist allerdings, ob eine Ehe zwischen einem Mitglied der Church of England wie dem Prinz und einer Quäkerin damals überhaupt rechtlich möglich gewesen wäre.
Diese angebliche Heirat wurde 1866 in einem Gerichtsprozess gegen die Tochter der Hochstaplerin Olive Wilmot erwähnt, die sich als „Prinzessin Lavinia“ ausgegeben hatte. Eine vorgelegte Heiratsurkunde wurde als Fälschung entlarvt; diese befindet sich heute in den königlichen Archiven von Windsor Castle.

## Abbildung
Das Gemälde von Joshua Reynolds wird ohne jeglichen Beweis als Porträt der Fair Quakeress identifiziert.